# Бесполётные зоны (Ирак)
Иракские бесполётные зоны были введены международной коалицией после завершения войны в Персидском заливе (1991) для обеспечения безопасности курдского и шиитского населения в Ираке и просуществовали до начала Иракской войны (2003).

## Создание
В марте 1991 года сразу после завершения международной военной операции «Буря в пустыне» в Ираке началось восстание курдов и шиитов, которое, однако, было быстро подавлено иракской армией. Вслед за этим США и ряд других стран развернули гуманитарную операцию «Утешение» (Provide Comfort) на севере страны для помощи курдским беженцам. Для того, чтобы воспрепятствовать использованию иракской авиации против курдов, США, Великобритания и Франция объявили о создании так называемой бесполётной зоны, граница которой была установлена по 36-й параллели. Появление самолётов ВВС Ирака в этом районе было запрещено.
Вторая запретная зона была введена над югом Ирака для защиты шиитов в августе 1992 года (южнее 32-й параллели). В качестве правового обоснования своего решения союзники ссылались на резолюцию Совета Безопасности ООН 688 (1991), хотя фактически текст резолюции не санкционировал создание подобных зон. Ирак никогда не признавал их.
Обе бесполётные зоны патрулировались боевой авиацией союзников (Франция прекратила участие в патрулировании в 1998 году). На севере это осуществлялось в рамках операции Provide Comfort, а с 1997 года — «Северный дозор» (Northern Watch). На юге проводилась операция «Южный дозор» (Southern Watch), с 2002 года — «Южный фокус» (Southern Focus).

## Хронология событий
- Декабрь 1992 — обострение ситуации на юге Ирака в связи с размещением там зенитно-ракетных комплексов, способных сбивать авиацию союзников. Американским истребителем F-16  сбит иракский МиГ-25 97-й эскадрильи, иракский пилот капитан Лаит Хашим Тхенон катапультировался.
- Январь 1993 — авиация США, Великобритании и Франции нанесла удары по позициям иракской ПВО на юге страны. В воздушном бою сбит иракский истребитель МиГ-23.
- Апрель 1994 — трагический инцидент в северной бесполётной зоне. Американскими истребителями F-15 по ошибке были сбиты два вертолёта UH-60, перевозившие персонал ООН в ходе операции «Обеспечение комфорта». Погибло 26 человек.
- Сентябрь 1996 — вслед за вмешательством иракских войск в гражданскую войну в Курдистане США провели против Ирака ограниченную военную операцию «Удар в пустыне» (Desert Strike). Граница южной бесполётной зоны поднята до 33-й параллели (Франция отказалась признать новую границу).
- 1 июля 1998 — «Мираж» ВВС Франции вынужден был покинуть «бесполётную зону» после встречи с иракским истребителем МиГ-25[1].
- Декабрь 1998 — после американо-британской военной операции «Лиса пустыни» (Desert Fox) система ПВО Ирака начала действовать в обеих бесполётных зонах. Это привело к постоянным инцидентам, так как активизация ПВО представляла потенциальную угрозу для авиации союзников. В 1998—2003 годах самолёты США и Великобритании сотни раз фиксировали работу иракских радаров или подвергались обстрелу зенитными средствами. В ответ на это они наносили удары по позициям ПВО, что в ряде случаев сопровождалось промахами и гибелью мирных жителей.
- 6 января 1999 — произошло два воздушных боя, в ходе которых американские истребители попытались сбить иракские самолёты МиГ-25, залетевшие в «бесполётную зону». Американские истребители выпустили 6 ракет «воздух-воздух» — 3 AIM-120, 2 AIM-54 и 1 AIM-7, при этом ни одна американская ракета не попала в цель[2].
- 27 августа 2001 — американский беспилотный самолёт RQ-1 Predator был сбит иракским огнём[3].
- 11 сентября 2001 — иракским огнём был сбит американский разведывательный самолёт, обломки которого рухнули в 350км от Багдада, США заявили что потеряли в этот день RQ-1 Predator в т.н. «бесполётной зоне»[4]. До конца 2001 года в «бесполётных зонах» США потеряли ещё один БПЛА «Предатор»[5].
- Лето 2002 — активность авиации союзников значительно возросла, она стала намного чаще наносить упреждающие удары, постепенно подавляя иракскую ПВО в севере и юге страны.
- Декабрь 2002 — иракским истребителем МиГ-25 в воздушном бою сбит американский беспилотный самолёт MQ-1 Predator.[6]
- Весна 2003 — режим Саддама Хусейна в Ираке свергнут в результате военной операции США и Великобритании. Обе бесполётные зоны прекратили существование.

Таким образом, исходя из указанных выше данных, в результате воздушных боёв над Ираком с 1992 по 2002 год были потеряны 2 иракских истребителя, коалиция в свою очередь потеряла 3 летательных аппарата (1 беспилотник и 2 вертолёта), причём 2 от «дружественного огня». Иракская ПВО не сумела сбить ни одного пилотируемого самолёта, несмотря на многочисленные попытки (только за первые 9 месяцев 2002 года совершено 406 обстрелов самолётов союзников). Хотя беспилотные самолёты иракской наземной ПВО сбивать удавалось.